# 斉藤由貴
斉藤 由貴（さいとう ゆき、1966年〈昭和41年〉9月10日 - ）は、日本の女優、歌手、作詞家、ナレーター。
神奈川県横浜市南区出身。東宝芸能所属。所属レコード会社はビクターエンタテインメント。

## 略歴

### 高校卒業まで
斉藤由貴は、1966年9月10日に横浜市神奈川区白楽の産院で生まれた。両親は共働きで、父は仙台市出身で元々はデザイン学校で学んだ家具職人であったが、結婚後に母方の家業である水島帯裁縫店の職人となった。父は礼儀作法や言葉遣いに厳しく、廊下の壁には家訓などの「家のルール」が張られていた。一方母は、娘を束縛しない方針であったようだと斉藤は語っている。自宅は店舗の2階にあり、両親の働く姿を見ながら育ったことが浮き沈みの激しい芸能界で仕事をしていく上での心構えに結びついたかもしれないと、ENCOUNT (2020, p. 3) において斉藤は述懐している。
子供の頃は神経質かつ引っ込み思案で学校に友達が少なかったが、家で鏡に映した自分と、時には物語の登場人物と見立てて話すと不思議にうまく喋れていたことが後の俳優業につながるとともに、そうした閉じこもりがちな生活を心配した家族が、後述する『週刊少年マガジン』のコンテストにスナップ写真を送って応募したのではないかと回想している。高校在学中は漫画研究会の部長を務めていた。
1984年、第1回東宝「シンデレラ」オーディションのファイナリスト。同年の『少年マガジン』（講談社）第3回ミスマガジンでグランプリに選ばれ芸能界入り。同年10月には、明星食品「青春という名のラーメン・胸騒ぎチャーシュー」のCMが話題を呼び、テレビ初登場。翌1985年2月、レコード会社9社による争奪戦の末、「時代だって、由貴に染まる。」というキャッチフレーズのもと、キャニオン・レコードより『卒業』で歌手デビュー。同曲はオリコンで最高6位を記録し、当時、松田聖子や中森明菜などほとんどのアイドルが2ndシングル以降でしか初ランクインできなかった中、斉藤はデビュー曲からランクインした数少ない一人である。デビュー曲『卒業』は、卒業シーズンに歌い継がれる曲となり、85年デビュー組のアイドルの中でも別格の存在となる。同年神奈川県立清水ヶ丘高等学校を卒業している。

### 高校卒業後 - 1990年代
1985年4月放送開始のフジテレビ系『スケバン刑事』で連続ドラマ初主演。スケバン刑事が一世風靡し、瞬く間にトップアイドルとなる。以後、90年代前半頃まで、ほぼ全ての映像作品、舞台等で主演を務める。（全各局の連続ドラマ及びスペシャルドラマで主演をしている、作品数は100を超えている）同年12月には 相米慎二 監督の初主演映画『雪の断章 -情熱-』が公開され、各映画賞の新人賞を受賞。アイドルの枠を越えた大型新人女優として注目される。
1986年4月からNHK連続テレビ小説『はね駒』のヒロインを演じて平均視聴率40％を記録するヒット作となり、人気と知名度を全国的に定着させた。『はね駒』での福島弁での素朴さと凛としたヒロインの姿は、若者から熟年、実年世代まで広く惹きつけた。『おはなはん』『おしん』以来の国民的アイドルとなった。同年3月にリリースした『悲しみよこんにちは』が約30万枚の売上を記録。年末の『第37回NHK紅白歌合戦』へ初出場し、 当時番組史上最年少であった20歳で紅組の司会を務め、同曲を披露した。同年3月リリースのオリジナル・アルバム『ガラスの鼓動』及び、7枚目のシングル『青空のかけら』で自身初のオリコン週間チャート第1位を獲得した。
1987年1月、主演ドラマ『あまえないでヨ!』（フジテレビ）に出演。スペシャル版が同年9月に放送された。 同年6月、東宝ミュージカル『レ・ミゼラブル』（帝国劇場）の初代コゼット役を演じ初舞台を踏んだ。 同年8月には、黒柳徹子の自伝エッセイを映画化した『トットチャンネル』に主演。監督・脚本の大森一樹とは『恋する女たち』（1986年）および『「さよなら」の女たち』（1987年）でもタッグを組んでいる。この“三部作”で東宝青春映画のスターの地位を確立。斉藤は芸術選奨文部大臣新人賞、『恋する女たち』と『トットチャンネル』により第11回日本アカデミー賞優秀主演女優賞を受賞し、司会も務めた。また、斉藤がテレビで司会を務めた番組『斉藤さんちのお客さま』（フジテレビ）が（1987年5月1日から同年9月まで）全16回放送された。
1988年、雑誌『月刊カドカワ』で連載『運命の女 ファムファタル』がスタートし（1988年5月号から1996年8月号まで）、女優活動のみならず、詩、小説、エッセイ、イラストなどの著作も手掛けるようになった。同年7月公開の主演映画『優駿 ORACIÓN』はフジテレビ開局30周年記念作品として制作され、240万人超を動員する興行成績を残す大ヒット作となった。また第12回日本アカデミー賞では『「さよなら」の女たち』『優駿 ORACIÓN』で2年連続優秀主演女優賞を受賞した。
1989年1月、主演ドラマ『はいすくーる落書』（TBSテレビ）に出演。スペシャル版が同年12月放送され、翌1990年7月 - 9月にパート2が放送された。同年4月、主演ドラマ『湘南物語』の主題歌として井上陽水のカバー曲『夢の中へ』をリリースする。オリコン週間シングルチャート第2位、1989年度年間第14位となり、自身最大のヒット曲となった。それまで歌番組で歌う時はほぼ直立不動で、丁寧に両手でマイクを持って歌うのが常だったため、「夢の中へ」では本人が考案したという、ステップを踏むように体を揺らして歌う動きが話題になった。その後も渡邊孝好監督『君は僕をスキになる』（1989年）、金子修介監督『香港パラダイス』（ヨコハマ映画祭、主演女優賞受賞）（1990年）、森田芳光監督『おいしい結婚』（1991年）と、数々の映画作品に主演した。
1990年7月、オリジナル・アルバム『MOON』を発表、斉藤自身がプロデュースを初めて行い作詞全曲を担当した（翌年にリリースした、アルバム『LOVE』でも作詞全曲、担当）。以後、作詞家としてもミュージカル『ローマの休日』（1998年上演）に使用された楽曲の作詞を担当（1998年度芸術祭賞受賞）。初演から22年ぶりの再演（2020年上演）でも引き続き、斉藤が作詞を担当した他、東宝ミュージカル『シンデレラストーリー』 （2003、2022年上演 - 作詞担当）他、アーティストへの楽曲提供も行なっている。
1993年10月、主演ドラマ『同窓会』（日本テレビ）に出演。 ドラマは同性愛を本格的に扱った作品で、平均視聴率は17.0%、最高視聴率は20.4%と話題作になった。
1995年、三谷幸喜脚本による舞台『君となら〜Nobody Else But You』（PARCO劇場）に主演。1997年にも再演され、2014年には竹内結子主演で再々公演された。以後、数多くのパルコ・プロデュース作品に出演する。
1998年、映画『雪の断章 -情熱-』から13年ぶりに相米慎二監督、映画『あ、春』に出演。作品は1999年度キネマ旬報ベスト・テンの第1位に選出されたほか、第49回ベルリン国際映画祭で国際映画批評家連盟賞を受賞した。

### 2000年代以降
2001年、舞台『空のかあさま』（芸術座）で、詩人の金子みすゞを演じ、第27回菊田一夫演劇賞を受賞。音楽番組『クリスマスの約束』（TBS）のナレーションを2001年から2016年まで担当したほか、ドキュメンタリー番組など数多くの番組でナレーターを務めている。
2006年5月、 宮藤官九郎脚本の主演ドラマ『吾輩は主婦である』（TBS）ではコメディエンヌ（喜劇女優）ぶりが高い評判を呼び、改めて注目される。『吾輩は主婦である』は、2006年度6月ギャラクシー賞月間賞を受賞。またザテレビジョンドラマアカデミー賞では主演女優賞2位、作品賞3位を獲得した。
2008年3月8日、PARCO劇場にて単独では13年ぶりのコンサートを開催、チケットは即日完売となり翌日に追加公演を行った。以後コンスタントに歌手活動を再開している。
2010年4月、黒木瞳、高橋克典、三上博史とともにドラマ『同窓会〜ラブ・アゲイン症候群』に主演。2012年4月には韓国版ドラマ『ラブ・アゲイン』も放送された。
2011年2月には、デビュー25周年を機に制作されたニューアルバム『何もかも変わるとしても』をリリース（先行販売は2010年）。これに合わせPARCO劇場にて5日間連続（2月9日から13日まで）「斉藤由貴 25th Anniversary コンサート 〜何もかも変わるとしても〜」が開催され、各日それぞれに特別ゲストが出演した。
2014年、同時期に宮藤官九郎脚本の青春を描く学園コメディドラマ『ごめんね青春!』（TBS）に出演。三谷幸喜が初めて「オンナ」同士のバトルを描いた舞台『紫式部ダイアリー』（PARCO劇場）に長澤まさみと二人芝居で共演し、全公演のチケットが即日完売となった。
2015年2月21日に歌手デビュー30周年を迎え、3月11日には1985年のデビュー以来初の試みとなるジャズスタンダードを選曲したアルバム『ETERNITY』を発表。3月13日から15日までシアタークリエ（東京・日比谷）で「斉藤由貴30th Anniversary Concert」を開催した。本公演は前売り全席が早々に完売、カメラ席や関係者席を開放後も即完売、当日券も即売となった。
2016年1月、三谷幸喜脚本のNHK大河ドラマ『真田丸』に出演（大河ドラマの出演は1995年の『八代将軍吉宗 』以来2度目となる）。12月24日には「第42回ラジオ・チャリティー・ミュージックソン」を25年ぶり2度目のパーソナリティ一を務めた。
2017年1月、ドラマ『お母さん、娘をやめていいですか?』（NHK）では毒親を演じ（以後、癖のある役を演じる事が増えた）、第7回コンフィデンスアワード・ドラマ賞助演女優賞を獲得し、同年6月、第8回岩谷時子賞「岩谷時子 特別賞」を受賞した（岩谷訳詩の『レ・ミゼラブル』日本初演ではコゼット役を演じ、2012年の『シャンソンde越路吹雪/ラストダンス』では、岩谷時子役を熱演している）。同年7月にはドラマ『カンナさーん!』（TBS）で初のおばあちゃん役を演じた。
2018年2月、是枝裕和監督映画『三度目の殺人』（2017年）での演技が評価され、32年前の新人賞（『雪の断章 -情熱-』）以来のブルーリボン賞助演女優賞受賞となった。斉藤本人は、こんなに年月が経ってからまたもらえるのが夢のような思いがけないプレゼントだとスピーチした。また、第27回東京スポーツ映画大賞助演女優賞も受賞した。
2019年1月、フジ系連続ドラマ『スキャンダル専門弁護士 QUEEN』に出演。同局の連続ドラマに出演するのは、1989年の主演作『LUCKY! 天使、都へ行く』以来30年ぶりとなる。同年には三谷幸喜の映画では初参加となる『記憶にございません!』（東宝）、恩田陸の短編小説の映画化『蜜蜂と遠雷』（東宝）、常盤司郎監督、長編映画デビュー作『最初の晩餐』（KADOKAWA）など話題作に相次い出演している。
2020年3月、映画『最初の晩餐』（2019年 常盤司郎監督）で第34回高崎映画祭の最優秀助演女優賞を受賞した。作品は4部門受賞の最多受賞を達成。同年8月、歌手デビュー35周年を記念した「斉藤由貴 the live 2020」がBillboard Live YOKOHAMAにて、11月（12日-14日）には斉藤由貴35th anniversary concert「THANKS GIVING」が東京建物 Brillia HALLにて開催され、公演、最終日の模様は生配信された。
2021年1月、第32回『日本ジュエリーベストドレッサー賞』50代部門を受賞した。2月21日デビュー記念日には、『卒業』から11作連続でシングルの編曲を手掛けた武部聡志プロデュースによるデビュー35周年記念セルフカバーアルバム『水響曲』がリリースされ、3月と4月には「斉藤由貴〜Billboard Live Tour "水響曲" featuring 武部聡志〜」が開催された。チケットがすべて即完売となったことを受けて、追加公演も急遽行われた。
2022年9月、東宝ミュージカル『シンデレラストーリー』が初演（2003年）から17年ぶりに再演された。引き続き作詞を担当した楽曲が使用される。なお、主演には斉藤の長女である水嶋凜（加藤梨里香とダブルキャスト）が務めた。また、水嶋は舞台初日である9月6日に斉藤のアルバム『チャイム』収録曲「予感」をカバーして歌手デビューを果たした。
2023年、デビュー記念日である2月21日には、2011年に発表された12枚目のオリジナル・アルバム『何もかも変わるとしても』を改めて再リリース。同年10月には、1991年発表のアルバム『LOVE』がアナログ盤として初めてリリースされた他、Night Tempoが『斉藤由貴 – Night Tempo presents ザ・昭和グルーヴ』を配信で発表。海外のシティポップシーンブームも伴い収録曲「ストローハットの夏想い」等、改めて再評価されている。また年末には、毎年恒例のX’mas liveをBillboard Live他で行っている。
2025年、歌手デビュー40周年を記念して、36年ぶりとなる全国ホールツアー『40th Anniversary Tour “水辺の扉” 〜Single Best Collection〜』をデビュー記念日である2月21日に神奈川県立県民ホールを皮切りに、全国8ヶ所を廻るホールツアーを開始し追加公演を含む、全公演がソールドアウトとなった。またこれと同日に、セルフカバーアルバム第二弾『水郷曲 第二楽章』が武部聡志プロデュースによるリアレンジにて発表された他、配信スタジオライブをまとめた映像作品『Studio Live 水響曲「四季」』を同時リリースした。

## 人物
若手時代はセーラー服の似合う清楚な少女として同世代の男子の支持を集めた。ミスマガジン・グランプリらしく、フォトジェニック性の高いビジュアルの清純派と評され、少年誌でのグラビア露出をはじめとするメディアミックス戦略によりブレイクした。特に中高生のティーンエイジャー層に非常に人気があり、カセットテープブランドの『AXIA』のイメージキャラクターに起用され、若者層の支持を集めた。
中学時代は、三島由紀夫やレーモン・ラディゲ、ジャン・コクトー、萩原朔太郎などを愛読しており、映画監督ではルキノ・ヴィスコンティやベルナルド・ベルトルッチなどの耽美主義的な作品を好んだ。デビュー当時は「知的アイドル」と称され、斉藤の音楽プロデューサー的な立場であった編曲家の武部聡志は、薬師丸ひろ子と共に、斉藤を「文学系アイドル」と評した。自身による作詞やア・カペラの作品を出すなど、他のアイドルとは一線を画す独自のアイドル像を築いた。作詞家の松本隆は、彼女は文学少女であり、たまたまアイドルになったが小説家や詩人としての才能も物凄いと斉藤を評した。詩集『運命の女』、小説『NOYSY』を発表するなど文才も豊かで、自作詞のクオリティは早くから高く評価されていた。
デビュー当時から自らのマンガ・イラスト好きを披露するなど、アイドルとして異質の感性はサブカル世代の共感を呼んだ。中学時代は『アニメージュ』などの雑誌を購読しており、『機動戦士ガンダム』などのサンライズ系アニメを夢中になって見ており、特にシャア・アズナブルの大ファンであったという。そうしたアニメのキャラクターをきっかけに、クラシック音楽やルネサンス美術について学んだこともあったという。斉藤は、自らのクリエイト的な部分で漫画家の萩尾望都の作品から大きな影響を受けたと語っている。
音楽面ではアコースティックで詞の情景が浮かぶような映像的な作品が多く、弦のアレンジやシンセサイザーの音作りには武部の好んだプログレッシブ・ロックのニュアンスが盛り込まれている。斉藤の歌声は凛とした中に透明感があり、単なる"女優さんの歌"にとどまらない魅力があった。ポニーキャニオンでの担当ディレクターであった長岡和弘は、歌手デビュー前のレッスンで『待つわ』『悪女』『時をかける少女』『夏の扉』の4曲を、主人公の気持で歌ってと言って斉藤に歌わせたところ、『夏の扉』になると"歌えません"と言い出したといい、「『待つわ』の女の子にも『悪女』にも気持としてはなれても『夏の扉』をイメージできない。そうするとあっ、この手の歌は彼女は駄目なんだなってわかるわけです」と語り、斉藤の内面や個性を尊重するディレクションを行った。
i☆Risの芹澤優は姪（実姉の娘）にあたる。母方の祖父は日本聾唖協会横浜部会の創立に奔走した水島吉男で、妻が経営する帯の仕立てを手伝い、夫婦共に聴覚障害者の職人として上皇后美智子の婚礼に用いられる帯の仕立てを受注した。母方の叔母はNHKの手話キャスターも務める手話通訳者の田中清。
趣味・特技は作詞、イラスト、読書、詩を書くことなど。血液型はB型。
1994年12月19日、前年より交際していた一般男性と結婚、3児を儲ける。長女は「水嶋凜」の芸名で2021年に女優デビューした。2024年春頃、離婚。
『別冊宝島』の調査によると、1980年代の年間ベスト50位以内ランクイン曲数4曲と当時の女性アイドル中8位であった。
アイドル時代に仲の良かった芸能人は、映画『恋する女たち』で共演した同い年である高井麻巳子であった。一緒にニューヨーク旅行などもしており、その際の珍道中を、斉藤の対談番組で高井の夫の秋元康が楽しそうに暴露したことがある。高井本人も『斉藤さんちのお客さま』や、斉藤の著書『由貴的世界感情旅行』（角川書店）のあとがきに寄稿している。また斉藤の著書『私の好きなあの人のコト』（新潮社）に、高井の結婚にまつわるエピソードを含めた様々な話題が書かれている。

## 作品

### シングル
1. 卒業（1985年2月21日）
  - 作詞：松本隆/作曲：筒美京平/編曲：武部聡志
  - 明星食品「青春という名のラーメン」CM曲
  - 発売から30年以上が経過してもいまだに人気がある、卒業ソングの定番。後に松下萌子らがカヴァーした。
  - この曲を高く評価する著名人も多い（マツコ・デラックス[58]や石田ゆり子[59]など）。
2. 白い炎（1985年5月21日）
  - 作詞：森雪之丞/作曲：玉置浩二/編曲：武部聡志
  - フジテレビ系ドラマ『スケバン刑事』主題歌。
  - 20万枚近いセールスを記録。
3. 初戀（1985年8月21日）
  - 作詞：松本隆/作曲：筒美京平/編曲：武部聡志
4. 情熱（1985年11月15日）
  - 作詞：松本隆/作曲：筒美京平/編曲：武部聡志
  - 東宝映画『雪の断章・情熱』主題歌、富士フイルム「AXIAテープ」CM曲。
5. 悲しみよこんにちは（1986年3月21日）
  - 作詞：森雪之丞/作曲：玉置浩二/編曲：武部聡志
  - フジテレビ系アニメ『めぞん一刻』オープニング主題歌、資生堂「モーニングフレッシュ」CM曲。
  - この曲で30万枚近いセールスを記録し、このヒットにより第37回NHK紅白歌合戦に初出場を果たし紅組のキャプテンに抜擢された。
6. 土曜日のタマネギ <12inch single>（1986年5月21日）
  - 作詞：谷山浩子/作曲：亀井登志夫/編曲：武部聡志
  - 富士フイルム「AXIAテープ」CM曲。
  - 唯一のアカペラ曲。バックにもコーラスとフィンガースナップしか入っていない。
7. 青空のかけら（1986年8月21日）
  - 作詞：松本隆/作曲：亀井登志夫/編曲：武部聡志
  - 富士フイルム「AXIAテープ」CM曲。
  - 斉藤自身初のオリコン1位を獲得。
8. MAY（1986年11月19日）
  - 作詞：谷山浩子/作曲：MAYUMI/編曲：武部聡志
  - 東宝映画『恋する女たち』主題歌。
9. 砂の城（1987年4月10日）
  - 作詞：森雪之丞/作曲：岡本朗/編曲：武部聡志
  - 富士フイルム「AXIAテープ」CM曲。
10. 「さよなら」（1987年11月18日）
  - 作詞：斉藤由貴/作曲：原由子/編曲：武部聡志
  - 東宝映画『「さよなら」の女たち』主題歌。
11. ORACIÓN -祈り-（1988年6月21日）
  - 作詞：来生えつこ/作曲：来生たかお/編曲：武部聡志
  - 来生たかおとのデュエット曲。
  - 東宝映画『優駿 ORACIÓN』イメージソング
12. 夢の中へ（1989年4月21日）
  - 作詞・作曲：井上陽水/編曲：崎谷健次郎
  - ドラマ『湘南物語』主題歌。
  - 井上陽水のカバー、BaBeがバックボーカルで参加。
  - この曲で、斉藤自身最大のヒット曲ともなる40万枚を越えるセールスを記録[60]。
13. いつか（1992年1月15日）
  - 作詞：斉藤由貴/作曲：山口美央子/編曲：上杉洋史
14. なぜ（1994年11月18日）
  - 作詞：斉藤由貴/作曲：筒美京平/編曲：澤近泰輔
15. こむぎいろの天使（1999年4月21日）
  - 作詞：斉藤由貴/作曲・編曲：大島ミチル
  - 映画『こむぎいろの天使 すがれ追い』主題歌
16. 家庭内デート（2006年6月7日）
  - 作詞：宮藤官九郎/作曲：富澤タク
  - ドラマ『吾輩は主婦である』主題歌。
  - 及川光博とのユニット「やな家」としてリリースされた。
17. 風の向こう（2007年1月24日）
  - 作詞：斉藤由貴/作曲：いしいめぐみ/編曲：澤近泰輔
  - テレビアニメ『レ・ミゼラブル 少女コゼット』オープニングテーマ。
18. 悲しみよこんにちは （21st century ver.）（2007年11月28日）
  - 編曲：澤近泰輔
  - 「夢の中へ」「白い炎」「家族の食卓」の各セルフカバー4曲を収録したマキシシングル。
19. KIZUNA（2011年6月15日）
  - 作詞：大森祥子/作曲：澤近泰輔/編曲：cro-magnon
  - NHK-BSアニメ『へうげもの』エンディングテーマ。
20. 恋を、した。（2012年12月12日）
  - 作詞：森雪之丞/作曲・編曲：末光篤
  - 末光篤 feat.斉藤由貴としてリリースされた。

### クリスマスシングル
- Christmas Night（1988年11月21日）作詞：斉藤由貴/作曲：岡本朗/編曲：武部聡志
- Ave Maria〜Who（1989年11月21日）作詞：堀内敬三/作曲：C.Gounod/編曲：武部聡志

### オリジナル・アルバム
1. AXIA（1985年6月21日）
2. ガラスの鼓動（1986年3月21日）
  - 2008年7月16日には、「Myこれ!チョイス01 ガラスの鼓動 + シングルコレクション」としてリニューアル・リリースされた。
3. チャイム（1986年10月21日）
4. 風夢（1987年4月21日）
5. ripple（1987年9月21日）
6. PANT（1988年3月21日）
7. TO YOU（1988年12月7日）
8. âge（1989年4月21日）
9. MOON（1990年7月11日）
10. LOVE（1991年12月4日）
11. moi（1994年12月7日）
12. 何もかも変わるとしても（2010年12月20日〈先行販売〉、2011年2月14日）
13. ETERNITY（2015年3月11日）

### セルフカバー・アルバム
1. 水響曲（2021年2月21日）
2. 水響曲 第二楽章（2025年2月21日）

### ベスト・アルバム
1. The Special Series 斉藤由貴（1985年10月21日）
2. YUKI'S BRAND（1987年12月16日）
3. Yuki's MUSEUM（1989年11月29日）
4. YUKI's BEST（1995年1月8日）
5. MYこれ!クション 斉藤由貴BEST（2001年11月21日）
6. 斉藤由貴 SINGLESコンプリート（2007年7月18日）
7. 斉藤由貴 ヴィンテージ・ベスト（2008年6月18日）
8. Myこれ!Liteシリーズ 斉藤由貴（2010年4月21日）
9. ザ・プレミアムベスト 斉藤由貴（2012年11月21日）
10. ゴールデン☆アイドル 斉藤由貴（2014年7月30日）

### ライブ・アルバム
1. POETIC Live 1986（2009年8月5日）

アナログ・レコード
・LOVE（2023年10月04日）
・ストローハットの夏想い/眠り姫　＜ダブルサイダー・クリアイエローカラーヴァイナル＞7”シングルレコード（2024年11月03日）

### オムニバス・トリビュートアルバム
1. フロム・マム・トゥ・チルドレン ディズニー・ラブリーソングス（2002年12月11日）
  - 2曲目「ララルー（わんわん物語）」を歌唱。
2. フロム・マム・トゥ・チルドレン ディズニー・ハッピーソングス（2002年12月11日）
  - 5曲目「スーパーカリフラジリスティックエクスピアリドーシャス（メリー・ポピンズ）」を歌唱。
3. WOW!ディズニーマニア・ジャパン（2004年3月31日）
  - 上記「スーパーカリフラジリスティックエクスピアリドーシャス」を収録。
4. 青いうた 〜のど自慢 青春編〜 オリジナル・サウンドトラック（2006年4月19日）
  - 24曲目「木綿のハンカチーフ」を歌唱。
5. TBS系ドラマ 愛の劇場「吾輩は主婦である」オリジナル・サウンドトラック（2006年6月21日）
  - 27曲目「魚は目を開けて眠る」を及川光博、30曲目「その日暮らしの貴婦人」を川平慈英とのデュエットで歌唱。
6. ビューティフル塊魂 オリジナル・サウンドトラック「塊ステキ魂」（2007年11月21日）
  - 10曲目「カラフルハート」を歌唱。ゲームの項を参照。
7. Carpenters FOREVER（2010年2月24日）
  - 4曲目「涙の乗車券」を歌唱。
8. レッツゴー!ムッツゴー!〜6色の虹〜（2017年12月6日）
  - 2曲目「レッツゴー!ムッツゴー!〜6色の虹〜ver. 遅松66」をスガシカオ、ABEDON、伊藤ふみお、吉井和哉、八熊慎一、トータス松本とのユニットで歌唱。
9. My Music, My Friends /立川智也（2018年11月20日）
  - 2曲目「憂鬱のカレイドスコープ」、9曲目「ココロッチ〜テンションMAX低めで〜」を歌唱（2曲目作詞・斉藤由貴）。
10. 「歌縁」（うたえにし）‐中島みゆき RESPECT LIVE 2023-』（2024年1月17日）

### 朗読
1. ROOMS vol.1（1995年3月17日）
  - 「髪を洗って思うこと」「靴下の片方だけ」「他の言葉が見つからない」の3話を朗読。
2. 朗読とピアノのための音楽童話 こいぬのうんち（2002年11月21日）
  - 「こいぬのうんち」を朗読。
3. 宮部みゆき傑作選 聴いて味わう時代小説（2013年3月15日）
  - 「器量のぞみ」を朗読。
4. 風街であひませう・完全生産限定盤Disc2「風街でよむ」（2015年6月24日）
  - 「卒業」を朗読。

### CD-BOX
- 斉藤由貴CD-BOX 1（2003年9月18日）
- 斉藤由貴CD-BOX 2（2003年9月18日）

### NHK みんなのうた
- ポケットの中で （放送時期：1986年2月・1986年3月期）作詞：銀色夏生、作曲：吉川洋一郎、絵：やなせたかし

### 映像作品
- 由貴、燃えます!メイキング・オブ スケバン刑事（1985年10月21日）
- 微・少女（1985年11月10日）
- 漂流姫（1986年11月21日、市川準監督）
- Yuki's Dream（「斉藤さんちのお客様」を抱きしめて）（1987年7月5日）
- PANT（1988年4月21日）
- ORACION（1988年6月20日）
- one two YUKI'S TOUR（1990年3月21日）
- MOONY MOON（1990年11月21日）
- LOVE（1991年12月15日）
- パーソナルコンサート 聖夜（1992年3月21日）
- Concert '95 ”moi”（1995年4月21日）
- Billboard Live Tour“水響曲”（2021年7月21日）
- 斉藤由貴 35th anniversary concert『THANKSGIVING』（2021年12月24日）
- Studio Live 水響曲「四季」（2025年2月21日）
- 斉藤由貴40th Anniversary Blu-ray-BOX【デジタルレストア版】（2025年2月21日）

## 出演

### ドラマ

#### 連続ドラマ
- スケバン刑事（1985年4月11日 - 10月31日、フジテレビ）[61] - 主演・麻宮サキ 役
  - スケバン刑事 特別編 麻宮サキ名場面集（1985年11月11日）
- 銀河テレビ小説「父（パッパ）からの贈りもの」（1985年6月17日 - 7月12日、NHK総合） - 主演
- 連続テレビ小説（NHK総合）
  - はね駒（1986年4月7日 - 10月4日） - 主演：橘りん（おりん）役
  - つばさ（2009年3月30日 - 9月26日、第55話 - 第60話・第103話 - 第108話） - 末永紀菜子 役
  - おひさま（2011年4月4日 - 10月1日） - 原口房子 役
- あまえないでヨ! （1987年1月15日 - 3月26日、フジテレビ） - 主演・西丸直 役
  - あまえないでヨ!スペシャル（1987年9月30日）
- 水曜ドラマ「とっておきの青春」（1988年1月6日 - 3月23日、NHK総合） - 主演・林郷子 役
- あそびにおいでヨ!（1988年7月4日 - 9月19日、フジテレビ） - 主演・田村虹子 役
- はいすくーる落書（1989年1月6日 - 3月24日、TBS）[61] - 主演・諏訪いづみ 役
  - はいすくーる落書スペシャル（1989年12月29日）
- 湘南物語（1989年5月13日 - 7月8日、日本テレビ） - 主演
- LUCKY! 天使、都へ行く（1989年10月19日 - 12月21日、フジテレビ） - 主演・山内真理 役
- はいすくーる落書2（1990年7月13日 - 9月28日、TBS） - 主演・嵯峨いづみ 役
- 女事件記者 立花圭子（1992年4月9日 - 6月18日、テレビ朝日） - 主演・立花圭子 役
- まったナシ!（1992年7月4日 - 9月26日、日本テレビ） - 主演・直井さくら（女将さん）役
- 同窓会（1993年10月20日 - 12月22日、日本テレビ） - 主演・折原七月 役
- 福井さんちの遺産相続（1994年8月1日 - 9月26日、関西テレビ） - 主演・田之上ミチル 役
- 大河ドラマ（NHK総合）
  - 八代将軍吉宗 （1995年1月18日 - 12月10日、第3回 - 第6回・第8回・第9回・第11回 - 第13回） - 徳川綱吉息女・鶴姫 役
  - 真田丸（2016年1月 - 12月） - 阿茶局 役
- 君を想うより君に逢いたい（1995年4月17日 - 6月26日、関西テレビ） - 河村菜摘 役
- 水曜シリーズドラマ「暴力教師〜君に伝えたいこと」（1996年8月21日 - 9月25日、NHK総合） - 大野曜子 役
- ドラマ新銀河「愛情旅行」（1997年3月17日 - 20日、NHK総合） - 主演・三輪明子 役
- 別れたら好きな人（1999年1月6日 - 3月17日、テレビ東京） - 主演・小泉百会 役
- 月曜ドラマシリーズ「ある日、嵐のように」（2001年4月2日 - 6月4日、NHK総合） - 堀井佐和子 役
- 吾輩は主婦である（2006年5月22日 - 7月14日、TBS） - 主演・矢名みどり 役
- お・ばんざい!（2007年9月3日 - 10月26日、毎日放送） - 主演・花園くるみ 役
- 歌姫（2007年10月12日 - 12月21日、TBS） - 松島鯖子 役
- ドラマ8「バッテリー」（2008年4月3日 - 6月12日、NHK総合） - 原田真紀子 役
- 古代少女ドグちゃん（2009年10月７日 - 12月24日、毎日放送） - 杉原小百合　役
- 小公女セイラ（2009年10月17日 - 12月、TBS） - 三村笑美子 役
- 同窓会〜ラブ・アゲイン症候群（2010年4月22日 - 6月17日、テレビ朝日） - 主演・西川陽子 役
- 陽はまた昇る（2011年7月21日 - 9月15日、テレビ朝日） - 遠野奈津美 役
- 浪花少年探偵団（2012年7月2日 - 9月17日、TBS） - 原田日出子 役
- 遺留捜査シリーズ（テレビ朝日） - 水沢響子 役
  - 第2シリーズ（2012年7月12日 - 9月6日）
  - 第3シリーズ（2013年4月17日 - 6月12日）
- 信長のシェフ Part2（2014年7月10日 - 9月4日、テレビ朝日） - 濃姫 役
- ごめんね青春!（2014年10月12日、TBS） - 吉井良江 役
- ドラマ10「デザイナーベイビー - 速水刑事、産休前の難事件 -」（2015年9月22日 - 11月10日、NHK総合） - 山原あけみ 役
- それでも僕は君が好き（2015年9月28日 - 10月1日、フジテレビ） - 祐輔の母 役[62]
- 警視庁・捜査一課長（テレビ朝日） - 平井真琴 役
  - 警視庁捜査一課長season1（2016年4月14日 - 6月23日）
  - 警視庁捜査一課長season2（2017年4月13日 - 6月22日）
  - 警視庁・捜査一課長2020（2020年4月16日 - 9月3日）
  - 警視庁・捜査一課長season5（2021年4月8日 - 6月17日）
  - 警視庁・捜査一課長season6（2022年4月14日 - 6月16日）[63]
  - 警視庁・捜査一課長 スペシャル（2023年4月4日）[64]
  - 警視庁・捜査一課長 スペシャル（2024年4月18日）[65]
- ドラマ10「お母さん、娘をやめていいですか?」（2017年1月13日 - 3月3日、NHK総合） - 早瀬顕子 役[66]
- ホクサイと飯さえあれば（2017年1月23日 - 3月13日、毎日放送） - ブンの母 役（声の出演）
- カンナさーん!（2017年7月18日 - 9月19日、TBS）- 鈴木柳子 役[67]
- いつかこの雨がやむ日まで（2018年8月4日 - 9月29日、東海テレビ） - 北園由布子 役
- スキャンダル専門弁護士 QUEEN（2019年1月10日 - 3月14日、フジテレビ） - 真野聖子 役
- 長閑の庭（2019年6月2日 - 6月23日、NHK BSプレミアム） - 朝霧翠 役
- 警視庁ゼロ係〜生活安全課なんでも相談室〜 SEASON4 （2019年7月 - 9月6日、テレビ東京） - 小田島龍美 役
- 竜の道 二つの顔の復讐者（2020年7月28日 - 9月15日、[注 9] 関西テレビ・フジテレビ） - 霧島芙有子 役[70]
- 危険なビーナス（2020年10月11日 - 12月13日、TBS） - 矢神禎子 役[71]
- 私の夫は冷凍庫に眠っている（2021年4月10日 - 5月15日、テレビ東京） - 孔雀 役[72]
- 言霊荘（2021年10月9日 - 12月18日、テレビ朝日） - 岩戸志麻 役
- ユーチューバーに娘はやらん!（2022年1月17日 - 3月28日、テレビ東京） - 平美恵子 役[73]
- 恋なんて、本気でやってどうするの? 第5話 - （2022年5月16日 - 6月20日、関西テレビ・フジテレビ） - 長峰真弓 役[74]
- 祈りのカルテ 研修医の謎解き診察記録（2022年10月8日 - 12月17日、日本テレビ） - 木佐貫英子 役[75]
- 大奥「3代・徳川家光×万里小路有功 編」（2023年1月10日 - 3月14日 、NHK総合） - 春日局 役[76][77]
- 連続ドラマW（WOWOW） 
  - ギバーテイカー（2023年1月22日 - 2月19日） - 貴志茉莉絵 役[78]
  - フィクサー Season1（2023年4月23日 - 5月21日） - 渡辺響子 役[79][80]
    - フィクサー Season2（2023年7月9日 - 8月9日）[81]
    - フィクサー Season3（2023年10月8日 - 11月5日）[82]

  - 坂の上の赤い屋根（2024年3月3日 - 3月31日） - 市川聖子 役[83]
- Dr.チョコレート（2023年4月22日 - 6月24日、日本テレビ） - うなぎ / 宇野静香 役[84]
- いちばんすきな花 第3話 -（2023年10月26日 - 、フジテレビ） - 深雪沙夜子 役[85]
- 95（2024年4月8日 - 6月10日、テレビ東京） - 鈴木玲子 役[86]
- あのクズを殴ってやりたいんだ（2024年10月8日 - 12月10日、TBS） - 佐藤明美 役[87]

#### 2時間ドラマシリーズ
- 火曜サスペンス劇場（日本テレビ）
  - 六月の花嫁シリーズ1993 「ウエディングベルをもう一度」（1993年6月8日） - 主演
  - 孤独の歌声（1994年3月29日） - 主演・朝山風希 役
  - 密告電話（1998年12月8日） - 主演・鈴木章子 役
  - 救命救急センターシリーズ（2000年 - 2002年） - 主演・坂木みのり 役
    - 救命救急センター（2000年7月18日）
    - 救命救急センター2（2001年3月20日）
    - 救命救急センター3（2001年6月26日）
    - 救命救急センター4（2002年6月4日）

  - 浅見光彦スペシャル 貴賓室の怪人（2002年2月5日） - 坂口圭子 役
  - 緊急救命病院シリーズ（2003年 - 2005年） - 主演・松浦温子 役
    - 緊急救命病院（2003年6月24日）
    - 緊急救命病院II（2004年8月3日）
    - 緊急救命病院III（2005年7月12日）
- 月曜ドラマスペシャル（TBS）
  - 看護婦探偵・戸田鮎子（1）代理母殺人事件（1994年7月11日） - 主演・戸田鮎子 役
  - 看護婦探偵・戸田鮎子（2）死の誕生パーティー（1995年3月20日）
  - 佐賀・有田 龍文壷の殺意（1996年7月15日） - 主演・津島彩子 役
- 金曜エンタテイメント 美人三姉妹温泉芸者が行く!シリーズ（1995年 - 2001年、フジテレビ）- 主演・三田春呼 役
  - 美人三姉妹温泉芸者が行く!（1995年2月24日）
  - 美人三姉妹温泉芸者が行く!2（1996年1月12日）
  - 美人三姉妹温泉芸者が行く!3（1996年9月27日）
  - 美人三姉妹温泉芸者が行く!4（1997年6月6日）
  - 美人三姉妹温泉芸者が行く!5（1998年2月27日）
  - 美人三姉妹温泉芸者が行く!6（2001年6月1日）
- 水曜ミステリー9 介護ヘルパー紫雨子の事件簿シリーズ（テレビ東京） - 主演・宮島紫雨子 役
  - 介護ヘルパー紫雨子の事件簿1・青い鳥を待つ女（2012年6月13日）
  - 介護ヘルパー紫雨子の事件簿2・過去を捨てた男（2013年9月4日）
- 土曜ワイド劇場（テレビ朝日）
  - 女詐欺師!愛川ナナの殺人捜査（2000年1月29日） - 主演・愛川菜々子 役
  - 殺人銀行（2001年8月25日） - 主演・桐生若菜 役
  - 殺人ロケ・美女3人貧乏撮影隊が出会った三つの連続殺人!（2003年2月1日、浅香唯と共演） - 主演・九条麗子 役
  - 特ダネ（秘）記者!嘉門公平の殺人取材（2009年9月19日） - 矢神凛子 役
  - 警視庁捜査一課長（2012年7月14日） - 平井真琴 役
  - 警視庁捜査一課長（2013年8月3日）
  - 警視庁捜査一課長（2014年7月26日）
  - 警視庁捜査一課長（2015年5月23日）
  - 警視庁捜査一課長（2015年10月17日）

#### スペシャルドラマ
- 野球狂の詩（1985年1月7日、フジテレビ）[61] - 主演・水原勇気 役
- 恋はミステリー劇場 「原島弁護士の愛と悲しみ」（1985年2月13日、TBS） - 佐竹の娘 役
- SF氏の不思議なトリップ（1987年2月8日、HBC制作・TBS系）
- 火曜サスペンス劇場「花園の迷宮」（1988年3月29日、日本テレビ） - 主演・北村ふみ 役
- 女優時代（1988年10月13日、読売テレビ） - 主演・乙羽信子 役
- 私の心はパパのもの（1988年11月30日、日本テレビ） - 主演・尾堂美々子 役
- 結婚行進曲（1989年1月、フジテレビ新春ドラマスペシャル）
- 叫んでも…聞こえない（1989年8月26日、日本テレビ、24時間テレビ 「愛は地球を救う」）
- おとうと（1990年4月30日、TBS） - 主演・げん 役
- 世にも奇妙な物語秋の特別編「絶対イヤ!」（1990年10月4日、フジテレビ） - 主演・聡子 役
- 和宮様御留（1991年1月1日、テレビ朝日） - 主演・フキ 役
- 貴族の階段（1991年4月6日、TBS） - 主演・氷見子 役
- 「水曜グランドロマン・終戦特別企画」愛と哀しみのサハリン（1991年8月7日、日本テレビ） - 主演・イ・ヨンオク 役[88]
- 新十津川物語（1991年10月5日・12日、明治編）（1992年5月2日・9日、大正編）（1992年9月19日・26日、昭和編、NHK総合） - 主演：津田（中谷）フキ 役
- カネボウヒューマンスペシャル「終の夏かは」（1992年2月18日、日本テレビ） - 主演
- ベトナム難民少女 女医になるまでの哀しくも美しい10年（1992年6月25日、フジテレビ） - 主演
- ラブストーリーは終わらない（1993年3月25日、読売テレビ） - 主演
- 真夜中の目覚まし時計（1993年4月4日、日本テレビ） - 主演・わかば 役
- 「社宅の噂」サスペンス・明日の13章（1993年4月5日、関西テレビ） - 主演
- 結婚 私が好きですか おさななじみ（1993年8月17日 - 31日、テレビ朝日） - 主演
- ゼロの焦点（1994年6月1日 - 4日、NHK-BS2、1995年2月18日・2月25日『土曜ドラマ』NHK-BS2・NHK総合） - 主演・鵜原禎子　役
- 世にも奇妙な物語秋の特別編「出られない」（1994年10月10日、フジテレビ） - 主演
- 体外受精連続殺人「夫の子ではない!? 悪魔が精子をすり替えた…恐怖のFAX…オレノコダヨ…」（1996年6月21日、フジテレビ） - 主演
- 月曜ドラマスペシャル「佐賀・有田・龍文壺の殺意」（1996年7月15日、TBS） - 主演・津島彩子 役
- フラれる女「恐怖の交換日記」（1997年1月10日、TBS） - 主演・山田亜樹 役
- 美貌ゆえに波瀾の生涯 歌人原阿佐緒の恋（1997年2月11日、東日本放送） - 主演・原阿佐緒 役
- 京都・金沢殺人事件（1998年4月20日、TBS） - 主演
- 金曜エンタテイメント「松本清張七回忌特別企画・薄化粧の男」（1998年6月26日、フジテレビ） - 風松ユリ 役
- 永遠のアトム 手塚治虫物語（1999年4月15日、テレビ東京） - いがらしゆみこ 役
- バカヤロー!2000 ニッポン人の怒りが爆発する!!「太るのは罪ですか？」（2000年3月29日、日本テレビ）- 主演・平瀬京子 役
- 「女と愛とミステリー」江戸小紋殺人事件（2001年9月23日、テレビ東京） - 主演・水沢菜津子 役
- 山村美紗サスペンス「京都新婚旅行殺人事件」（2002年6月30日、BSジャパン、7月3日、テレビ東京） - 主演・朱雀美知子 役
- 花村杏介シリーズ「娘道成寺伝説殺人事件」（2002年12月13日、フジテレビ） - 田所瞳 役
- 金田一耕助シリーズ「人面蒼」（2003年3月25日、TBS・東阪企画） - 松代 役
- あなたには帰る家がある（2003年12月3日、BSフジ、製作は1997年） - 主演・真弓 役
- 戦場カメラマンの愛と死「夫を失った妻…13年後涙の恋文が」（2004年3月12日） - 主演・沢田サタ 役※「沢田教一参照
- 女の一代記 瀬戸内寂聴〜出家とは生きながら死ぬこと（2005年11月24日、フジテレビ） - 寂聴の姉・瀬戸内艶 役
- 女検事の報復・送られた殺人予告メール（2006年2月25日、テレビ朝日） - 主演・久留美 役
- 「悪いこと2」“言いなさい”（2010年12月1日、BSフジ）
- スペシャルドラマ「卒業ホームラン」（2011年3月23日、テレビ東京） - 井上小百合 役
- ドラマスペシャル 最後の晩餐 〜刑事・遠野一行と七人の容疑者〜（2011年5月14日、テレビ朝日） - 遠野奈津美 役
- レッスンズ（2011年11月27日、関西テレビ） - 黒沢可奈子 役
- 金曜プレステージ「警察医・秋月桂の検死ファイル」（2012年2月10日、フジテレビ） - 主演・秋月桂 役
- 第11回文芸社ドラマスペシャル 恋味母娘（2012年2月19日、テレビ朝日） - 主演・西山佐和子 役
- スペシャルドラマ 明日をあきらめない…がれきの中の新聞社〜河北新報のいちばん長い日〜（2012年3月4日、テレビ東京） - 中島百合子 役
- 花の冠（2012年9月14日、テレビ朝日） - 平井純子 役
- ドラマスペシャル 明日のマドレーヌ（2013年7月27日、テレビ東京） - 戸川郁子 役
- NHKスペシャル「緒方貞子 戦争が終わらない この世界で」（2013年8月17日、NHK総合）- ドラマパート - 主演・ 緒方貞子 役
- クリスマスドラマ 天使とジャンプ（2013年12月23日 - 24日、NHK総合） - 和子 役
- ドラマスペシャル ママが生きた証（2014年7月5日、テレビ朝日） - 田村敏子 役
- ドラマスペシャル 緊急取調室（2015年9月27日、テレビ朝日） - 三沢早苗 役[89]
- NHKスペシャル「私が愛する日本人へ〜ドナルド・キーン 文豪との70年〜」（2015年10月10日、NHK総合）ドラマ部分 - 編集担当者 役
- スペシャルドラマ 最上の命医2016（2016年2月10日、テレビ東京） - 織田玲子 役[90]
- ハートロス 〜虹にふれたい女たち〜（2016年10月2日、CBCテレビほか） - 主演・深谷桜子 役[91]
- かもしれない女優たち2016（2016年10月10日、フジテレビ） - 主演・本人 役
- 黒井戸殺し（2018年4月14日、フジテレビ） - 柴カナ 役 ※三谷幸喜脚本スペシャルドラマ
- Home 〜闇サイト事件・娘の贈りもの〜（2018年12月25日、東海テレビ） - 主演・ 磯谷富美子 役
- 世にも奇妙な物語’19 秋の特別編「恋の記憶、止まらないで」（2019年11月9日、フジテレビ） - 主演・村瀬志保 役
- スペシャルドラマ 悪魔の手毬唄〜金田一耕助、ふたたび〜（2019年12月21日、フジテレビ） - 由良敦子 役
- 正月時代劇「そろばん侍 風の市兵衛SP〜天空の鷹〜」（2020年1月3日、NHK総合・BS4K） - 桝の方 役
- まとわりつくオンナ - 五つの地獄編 第5話（2020年3月6日、TBS） - 主演・ミミ 役[92]
- スーパープレミアム 柳生一族の陰謀（2020年4月11日、NHK BSプレミアム） - 於江与 役
- センゴク 〜大失敗したリーダーの大逆転〜（2022年3月30日、NHK BS4K、2022年5月13日、NHK BSプレミアム）[93]
- 特集ドラマ 昭和歌謡ミュージカル また逢う日まで（2022年4月30日、NHK BSプレミアム・BS4K）[94]

#### ゲスト出演
- アナウンサーぷっつん物語 第5話（1987年5月4日、フジテレビ） - 本人 役
- ラジオびんびん物語 第5話（1988年8月24日、フジテレビ） - 本人 役
- 時間ですよ・新春スペシャル（1989年1月2日、TBS） - トーク出演
- きっと誰かに逢うために「第11回」（1996年3月16日、テレビ東京）- 主演
- 若者たち2014 第5話・第6話（2014年8月6日、フジテレビ） - 新城美穂 役
- THE LAST COP/ラストコップ（2016年10月8日 - 12月10日、日本テレビ） - 本人 役
- ヒガンバナ〜警視庁捜査七課〜 第9話・最終話（2016年3月9日・16日、日本テレビ） - 藤村晴子 役
- リーガルV〜元弁護士・小鳥遊翔子〜 第2話（2018年10月18日、テレビ朝日） - 永島美鈴 役
- 警視庁考察一課 第9話（2022年12月12日、テレビ東京）- 斉藤ゆり 役
- 忍者に結婚は難しい 第6話（2023年2月9日、フジテレビ） - 山田 役[95]
- 風間公親-教場0- 第1話・第2話（2023年4月10日・17日、フジテレビ） - 瓜原和泉 役（特別出演）
- ノンレムの窓 2023 夏（2023年7月8日、日本テレビ） - マドカ 役[96]
  - ノンレムの窓 2023・冬（2023年12月25日、日本テレビ） - マドカ 役[97]
  - ノンレムの窓 2024・春（2024年3月31日、日本テレビ）- マドカ 役
  - ノンレムの窓 2025新春（2025年1月5日、日本テレビ）- マドカ 役（声のみ出演）
- 天久鷹央の推理カルテ 第1話・第2話（2025年4月22日・29日、テレビ朝日） - 水原真知子 役[98]

### Webドラマ
- ミス・シャーロック/Miss Sherlock（2018年4月27日 - 6月15日、Hulu×HBOアジア） - 入川真理子　役
- さよならのつづき（2024年11月14日、Netflix） - 中町百合子 役[99]
- TOKYO butterfly NIGHT（2025年4月10日、YouTube 他） - 馬屋原美奈子 役[100]
- 笑ゥせぇるすまん #2「シーソーゲーム」（2025年7月18日、Amazon Prime Video） - 肌野羽里世 役[101][102]

### 映画
- 雪の断章 -情熱-（1985年12月21日公開、東宝） - 主演・夏樹伊織 役
- 恋する女たち（1986年12月13日公開、東宝） - 主演・吉岡多佳子 役
- トットチャンネル（1987年8月1日公開、東宝）[注 10] - 主演・柴柳徹子 役
- 「さよなら」の女たち（1987年12月5日公開、東宝）[61] - 主演・安達郁子 役
- 優駿 ORACIÓN（1988年7月23日公開、フジテレビ） - 主演・和具久美子 役
- 君は僕をスキになる（1989年11月3日公開、東宝）[61] - 主演・神林苫子 役[注 11]
- 香港パラダイス（1990年4月28日公開、東宝） - 主演・湯川真美子 役
- おいしい結婚（1991年5月18日公開、東宝） - 主演・矢頭のん 役[注 12]
- 私の心はパパのもの（1992年6月13日公開 東北新社/ギャラクシーワン） - 主演・尾堂美々子 役
- わが心の銀河鉄道 宮沢賢治物語（1996年） - 高瀬露 役
- ジューンブライド 6月19日の花嫁（1998年6月13日公開、松竹）
- あ、春（1998年12月19日公開、松竹） - 韮崎瑞穂 役[31]
- 命（2002年9月14日公開、東映） - 岡本京子 役
- 青いうた〜のど自慢 青春編〜（2006年5月13日公開、シネカノン） - 南留美 役
- スケバン刑事 コードネーム=麻宮サキ（2006年9月30日公開、東映） - 麻宮サキの母 役
- KIDS（2008年2月2日公開、東映） - 小野響子 役
- BABY BABY BABY! -ベイビィ ベイビィ ベイビィ-（2009年5月23日、東映） - 平塚みさお 役
- BALLAD 名もなき恋のうた（2009年9月5日、東宝） - お里 役
- BANDAGE（2010年1月16日、東宝） - アサコの母 ヤヨイ 役
- きょーれつ!もーれつ!!古代少女ドグちゃんまつり（2010年2月20日、日活） - 杉原小百合 役
- グラッフリーター刀牙（2012年7月14日、太秦） - 主演・範派静江 役
- 三度目の殺人（2017年9月9日、東宝・GAGA） - 山中美津江 役[103]
- 氷菓（2017年11月3日、KADOKAWA） - 糸魚川養子 役
- リベンジgirl（2017年12月23日、三木康一郎監督/ソニー・ピクチャーズ エンタテインメント） - 如月凪子 役
- いぬやしき（2018年4月20日、東宝） - 獅子神優子 役[104]
- フォルトゥナの瞳（2019年2月15日、東宝） - 遠藤美津子 役[105]
- 空母いぶき（2019年5月24日公開、キノフィルムズ） - 晒谷桂子 役[106]
- 記憶にございません!（2019年9月13日、東宝） - 寿賀 役
- 蜜蜂と遠雷（2019年10月4日、東宝） - 嵯峨三枝子 役
- 最初の晩餐（2019年11月1日公開、KADOKAWA） - 東アキコ 役[107]
- エキストロ（2020年3月13日公開、吉本興業） - 本人 役
- おかえりただいま（2020年9月19日公開、東海テレビドキュメンタリー劇場） - 主演・ 磯谷富美子 役
- 子供はわかってあげない（2021年8月20日公開、日活[108]） - 朔田由起 役
- サイレントラブ（2024年1月26日公開、ギャガ ※カレンダー写真のみ）
- マッチング（2024年2月23日公開、KADOKAWA） - 節子 役[109][110]
- 立て髪貴婦人（2024年3月8日公開、TikTok・東宝） - 主演・ 立て髪貴婦人 役
- 変な家（2024年3月15日公開、東宝）[111]
- 徒花-ADABANA-（2024年10月18日公開、ナカチカピクチャーズ）[112]
- かくかくしかじか（2025年5月16日公開、ワーナー・ブラザース映画）[113]

### 舞台
- レ・ミゼラブル（1987年、帝国劇場） - コゼット
- から騒ぎ（1990年、日生劇場/演出：野田秀樹） - 主演
- LOVE LETTERS （1992年2月9日、PARCO劇場） - メリッサ 役（藤井郁弥〈アンディ役〉と共演）
LOVE LETTERS 〜2016 The Climax Special〜（2016年5月18日、PARCO劇場） - メリッサ 役（谷中敦〈東京スカパラダイスオーケストラ〉と共演）[114]
- The 5 O'clock Girl 5時の恋人（1992年、青山劇場） - 主演
- 眠る街―ジェームスディーンを思い出す頃（1993年、アートスフィア） - 主演
- 二十四の瞳（1994年、御園座） - 主演・大石先生 役
- 君となら〜Nobody Else But You （1995年、PARCO劇場/演出：三谷幸喜） - 主演
- 夢舞台貞奴―女優ものがたり（1996年、新歌舞伎座） - 主演
- かわいい女（1997年、名鉄ホール） - 主演
- 君となら〜Nobody Else But You （1997年、PARCO劇場、近鉄劇場、愛知厚生年金会館他/演出：三谷幸喜） - 主演
- 祇園の姉妹（1997年、芸術座）
- きららの指輪たち（1998年、PARCO劇場） - 主演
- 人間風車（2000年、PARCO劇場）- 主演
- 空のかあさま（2001年、芸術座）
- メーリングドラマ フレンズ Mail@Drama.（2001年、ル テアトル銀座） - 主演
- メーリングドラマ フレンズ Mail@Drama.（2002年、PARCO劇場 ほか） - 主演
- 憎いあんちくしょう（2002年、帝国劇場） - 小袖
- メーリングドラマ フレンズ Mail@Drama.（2003年、PARCO劇場 ほか） - 主演
- クラウディアからの手紙（2006年、ホリプロファクトリー）
- ゼブラ（2009年、シアタークリエ） - 主演
- 斎藤幸子（2009年、ル テアトル銀座） - 主演
- 奇跡のメロディ〜 渡辺はま子物語 〜（2010年、シアタークリエ・森ノ宮ピロティホール） - 主演
- わが町（2011年、新国立劇場）
- Chanson de 越路吹雪 ラストダンス（2012年、シアタークリエ ほか）
- 紫式部ダイアリー（2014年、PARCO劇場 ほか/演出：三谷幸喜） - 主演・清少納言[注 13]
- 母と惑星について、および自転する女たちの記録（2016年、PARCO劇場 ほか） - 辻峰子 役[115]
- ショーガール（2018年、EXシアターROPPONGI - 日替わりゲスト出演 /演出：三谷幸喜）
- 良い子はみんなご褒美がもらえる（2019年、TBS赤坂ACTシアター・フェスティバルホール）
- 奏劇 vol.3『メトロノーム・デュエット』（2023年7月26日 - 8月2日、よみうり大手町ホール） - 村田 役[116]
- Once（2025年〈予定〉、日生劇場 ほか） - バルシュカ 役[117][118]

#### コンサート、ライブ
- 全国コンサートツアー（1985年）
- 全国コンサートツアー（1986年）
- 全国コンサートツアー（1988年）
- 全国コンサートツアー（1989年）
- Yuki Saito Concert ′95 “moi”（1995年、アートスフィア）
- 「谷山浩子さん 猫森集会2007」（2007年）
- 「LIVE」（2008年、PARCO劇場）
- 「プレミアム・ミーツ・プレミアム2008」（2008年、浜離宮朝日ホール）
- 「LIVE」（2010年、シアタークリエ）
- 「松本隆作詞活動40周年記念 風街ガラ・コンサート」（2010年、bunkamura オーチャードホール）
- 「辛島美登里コンサート Winter Picture Book 2010〜まってる。〜」（2010年、bunkamura オーチャードホール）
- 「遊佐未森cafe mimo〜桃節句茶会Vol.11〜」（2011年、草月ホール）
- 「天使のララPresents「斉藤由貴25th Anniversaryコンサート〜何もかも変わるとしても〜」（2011年2月9日 - 13日、 PARCO劇場）
- 「末光篤 & 斉藤由貴　恋を、した。-スペシャル・チャペル・コンサート-」（2013年6月12日、キリスト品川教会グローリアチャペル）
- 「天使のララ Presents 斉藤由貴30th Anniversary Concert」（2015年3月13日 - 15日、シアタークリエ）
- 「松本隆 作詞活動45周年記念オフィシャル・プロジェクト 風街レジェンド2015」（2015年8月21日・22日、東京国際フォーラム）
- 「斉藤由貴 30th Anniversary Concert」（2015年）
- 「斉藤由貴x'masライヴ」（2015年）
- 「ROOTS66 -Naughty 50-」（2016年、日本武道館）
- 「武部聡志 Original Award Show 〜Happy 60〜」（2017年）
- 「武部聡志 Premium Duo Session」（2018年6月9日、JZ Brat SOUND OF TOKYO）
- 「第1回 波佐見のブンカサイ」ライブ出演（2018年11月23日、旧波佐見町立中央小学校講堂兼公会堂）
- 「斉藤由貴live 2018」（2018年11月30日：ブルーノート名古屋、12月17日：ビルボードライブ大阪、12月20-21日：モーションブルーヨコハマ）
- 「ザ・ベストテンライブ2019」出演（2019年5月26日、中野サンプラザホール）
- 「斉藤由貴X’mas live 2019」（2019年12月4日：ビルボードライブ大阪、12月22日：ブルーノート名古屋、12月23日：モーションブルーヨコハマ）
- 「斉藤由貴the live 2020」（2020年8月28日・29日、Billboard Live YOKOHAMA）
- 「斉藤由貴35th anniversary concert「THANKSGIVING」（2020年11月12日 - 14日、東京建物 Brillia HALL）
- 「斉藤由貴 X’mas live 2020」（2020年、横浜 Motion Blue Yokohama）
- 「〜筒美京平 オフィシャル・トリビュート・プロジェクト〜 ザ・ヒット・ソング・メーカー 筒美京平の世界 in コンサート」（2021年4月17日・18日 東京国際フォーラム・ホールA）
- 「斉藤由貴〜Billboard Live Tour "水響曲" featuring 武部聡志〜」（2021年3月6日：ビルボードライブ大阪、3月28日：ビルボードライブ横浜、4月2日：ビルボードライブ東京、4月25日：ビルボードライブ東京（追加公演））※各日2回計8公演
- 「〜松本 隆 作詞活動50周年記念 オフィシャル・プロジェクト！〜風街オデッセイ2021」第一夜（2021年11月5日、日本武道館）
- 「斉藤由貴 X’mas live 2021」（2021年12年6日：Billboard Live OSAKA、12月22日：Billboard Live TOKYO、12月24日： Motion Blue YOKOHAMA）
- 「ママホリ2022〜Genking Live」（2022年10月10日、立川ステージガーデン）
- 「X’mas live 2022」（2022年12月6日/ビルボードライブ東京、12月14日/ビルボードライブ大阪、12月20日/ビルボードライブ横浜）
- 「武部聡志音楽活動45周年プレミアム・オーケストラ・コンサート」（2023年3月31日、Bunkamuraオーチャードホール）
- 「ママホリ2023〜Genking Live」（2023年10月9日、立川ステージガーデン）
- 「斉藤由貴 X’mas live 2023」（2023年12年1日/ビルボードライブ東京、12月4日/ビルボードライブ大阪、12月19日/ビルボードライブ横浜）
- アコースティックライブ  「斉藤由貴 Streaming Live with 武部聡志 水響曲『春』」（2024年2月21日、U-NEXTにて配信）
- 「立川智也Birthday Live Party」（2024年3月17日、三軒茶屋グレープフルーツムーン）
- アコースティックライブ  「斉藤由貴 Streaming Live with 武部聡志 水響曲『夏』」（2024年7月27日、U-NEXTにて配信）
- アコースティックライブ  「斉藤由貴 Streaming Live with 武部聡志 水響曲『秋』」（2024年11月23日、U-NEXTにて配信）
- 「斉藤由貴 Xmas live 2024」（2024年12月5日/ビルボードライブ東京、12月9日/ビルボードライブ大阪、12月15日/ビルボードライブ横浜）
- 全国ホールツアー「40th Anniversary Tour　“水辺の扉”〜Single Best Collection〜」（2025年2月21日/神奈川県民ホール　大ホール他）
- 春音-ハルオト- 始まりはいつも桜の咲く季節に。（2025年4月19日/シーハットおおむらメインアリーナ）
- 〜松本 隆 作詞活動55周年記念 オフィシャル・プロジェクト〜 風街ぽえてぃっく2025 第一夜：風編（2025年9月19日〈予定〉、東京国際フォーラム ホールA）[119]

### 楽曲提供作品
- 酒井法子「天下無敵の愛」（2004年） - 作詞
- ミュージカル「ローマの休日」（1998年10月、青山劇場 ほか） - 作詞
- ミュージカル「ローマの休日」（2020年10月、帝国劇場・2020年12月、御園座・2021年1月、博多座） - 作詞
- ミュージカル「十二夜」（2003年10月、帝国劇場 ほか） - 作詞
- ミュージカル「十二夜」（2006年8月、中日劇場 ほか） - 作詞
- 東宝ミュージカル「シンデレラストーリー 」（2003年7月 - 8月、青山劇場 ほか） - 作詞
- 東宝ミュージカル「シンデレラストーリー」（2022年9月 - 10月、日本青年館ホール ほか） - 作詞

### ラジオドラマ
- FMシアター「アディオス・ケンタウルス」（1986年1月4日・5日、NHK-FM）
- FMシアター「娘たちの庭」（2000年9月16日、NHK-FM）[120]
- FMシアター「ロボキッド」（2002年12月14日、NHK-FM）

### 吹き替え
- パディントン（2016年） - メリー・ブラウン夫人 役[121]
- Marvel’s・ウェイストランダーズ - ブラック・ウィドウ / ヘレン・ブラック役（2023年11月8日、Amazonオーディブル）
- Marvel’s・ウェイストランダーズ - シーズン6/最終章  / ブラックウィドウ役（2025年1月22日、Amazonオーディブル）

### 劇場アニメ
- 果てしなきスカーレット（2025年11月21日公開予定、ソニー・ピクチャーズ エンタテインメント） - ガートルード 役[122]

### インターネットショートムービー
- identity（2007年）
- metamorphosis（2007年）
  - 以上の2作品はフジテレビによる「きっかけは、フジテレビ」キャンペーンの一環として制作され無料配信された。後にBSフジで放送。主題歌は斉藤の「家族の食卓」が使われ、また自作の詩も最後に朗読されている。

### 音楽番組
- クリスマスの約束（TBSテレビ） - ナレーション
- 斉藤由貴 the live 2020 〜35th anniversary〜（2020年10月17日、CSテレ朝チャンネル1）
- 斉藤由貴 35th anniversary concert『THANKSGIVING』Special Edition（2021年2月14日、ファミ劇音楽ライブ企画「ファミリー劇場 de ラグジュアリーLIVE」）
- SONGS 第571回「筒美京平スペシャル 天才ヒットメーカーの世界に迫る」（2021年4月22日、NHK総合）[123]
- 2021 FNS歌謡祭 第2夜（2021年12月8日、フジテレビ）[124][125]
- 歌う 〜ずっと好きだった曲〜（2024年3月30日、BSフジ） - 出演・ナレーション
- The Covers（NHK BSプレミアム4K / NHK BS）
  - 春フェス2024（2024年3月19日）
  - 春フェス第1夜（2024年4月7日 / 11日）
  - 春フェス第2夜（2024年4月14日 / 18日）
  - 春Fes 完全版（2024年5月6日）
  - 斉藤由貴 40周年SP〜松田聖子・薬師丸ひろ子を歌う（2025年2月2日 / 6日）

### NHK紅白歌合戦出場歴
| 年度/放送回    | 回 | 曲目               | 出演順 | 対戦相手 | 備考                                          |
| -------------- | -- | ------------------ | ------ | -------- | --------------------------------------------- |
| 1986年 /第37回 | 初 | 悲しみよこんにちは | 04/20  | 吉幾三   | 紅組司会 兼出場歌手としてキャプテンも務めた。 |

- 出演順は「出演順/出場者数」で表す。

### バラエティ
- オールナイトフジ女子高生スペシャル（1985年2月23日、フジテレビ） - 司会
- 斉藤さんちのお客さま（1987年5月1日 - 9月、フジテレビ）
- NHK高校講座 物理基礎（2017年 - 、NHK Eテレ） - レギュラー
- 霜降り明星のゴールデン☆80'S（2022年10月9日・16日、BSフジ） - 南野陽子、浅香唯と共演

### ドキュメンタリー
- 斉藤由貴の感動紀行「絶句！ダイ・ハードなアメリカ」（1991年1月18日、フジテレビ 金曜ファミリーランド）
- 斉藤由貴の感動紀行2（1992年、フジテレビ 金曜ファミリーランド）
- 国宝・投入堂の謎〜修験の山 三徳山の祈り〜（2007年1月2日、NHK総合）
- クラシックミステリー 名曲探偵アマデウス（2008年6月20日、NHK BShi）
- ホリデーにっぽん「サヘルとフローラ〜イラン人親子の東京物語〜」（2009年5月5日、NHK総合） - ナレーション
- アートエンターテインメント 迷宮美術館（2009年、NHK）
- ナンバーワンに輝くメニューは!? 日本最大級のシェフコンテスト完全密着SP（2010年11月6日、テレビ朝日） - ナレーション
- 目撃!日本列島「山の里 笑顔に〜秋田“限界集落”と若者の一年〜」（2010年11月13日、NHK総合） - ナレーション
- 水トク!（TBSテレビ）「野球選手の妻たち」（2008年3月12日） - ナレーション
- ヴィーナスの秘密（2011年10月 - 、テレビ東京） - ナレーション
- ヨーロッパ路地裏紀行（2012年4月13日 - 、BS朝日） - ナレーション
- ヨーロッパ水風景 イギリス リヴァプール〜マンチェスターの旅（2013年12月15日・22日、BSジャパン） - 旅人
- じょんのび日本遺産（2018年10月 - 2021年3月21日、TBS） - ナレーション

### ラジオ
- 由貴とキッチュの夜にもふかしぎ（1985年4月8日 - 1986年4月4日、ニッポン放送）
- 斉藤由貴 みえますか? 青春・輝き色（1985年10月 - 1986年4月、ニッポン放送）
- 斉藤由貴 ネコの手も借りたい（1986年4月19日 - 1995年4月9日、ニッポン放送）[7]
- 斉藤由貴 タワーサイド・メモリー（ニッポン放送、特番）
- 斉藤由貴のサウンドクルージング（1990年10月 - 1994年3月、FM大阪制作・JFN系列）
- 第17回ラジオ・チャリティー・ミュージックソン（1991年12月24日 ‐ 25日、ニッポン放送） - メインパーソナリティ
- ヨコハマヤンググラフィック（FM横浜）
- 斉藤由貴のフルタイムコレクション 作詞活動45周年〜松本隆の世界（2015年6月10日、ニッポン放送）
- オールナイトニッポン MUSIC10（2015年10月1日 - 2017年9月7日、ニッポン放送） - 木曜日担当
- 第42回ラジオ・チャリティー・ミュージックソン（2016年12月24日 ‐ 25日、ニッポン放送） - メインパーソナリティ [126]
- THE MUSIC OF NOTE「斉藤由貴“水辺の扉”」（2025年2月1日、8日、15日、22日　FM COCOLO）

### 広告
- 明星食品「青春という名のラーメン」（1984年 - 1985年）
- FUJIFILM「AXIA」（1985年 - 1988年）
- カルピス、HOT CALPIS（1985年 - 1988年）
- 資生堂 モーニングフレッシュシャンプー 、スピーディーシャンプー（1986年 - 1989年）
- NEC「PC-8800シリーズ」他、NEC製品CMキャラクター（1986年 - 1988年）
- 日産・セフィーロ（1988年）
- オリゴCC（1989年 - 1990年）
- 信託銀行（1990年）
- メガネスーパー（1990年 - 1991年）
- ロート製薬 「新・Vロートプラス」、ロートPRO（1991年 - 1992年）
- ごはん食推進委員会（1990年）
- JAグループ お米ギャラリー心斎橋（1992年）
- ローソン（1992年 - 1993年）
- ナビスコ ファミリーピコラ、プチコーン（1993年）
- 花王（kao）エキセリン毛糸洗い（1993年）
- BPO（放送倫理・番組向上機構）CM 放送の森のふくろうさんバージョン
- ソニー・コンピュータエンタテインメント「PlayStation」（1997年） - 第37回ACC CM FESTIVALテレビCM部門秀作賞[127]
- 花王「アタック」（2006年 - 2008年）[128]
- エミネット「天使のララ」（2010年 - 2017年）[128]
- KDDI「au森家シリーズ」（2016年 - 2017年）[128]
- 長崎県南島原市 「総合的シティプロモーション推進事業」サウンドロゴ 「移住」篇・「観光」篇・「一次産業」篇（2021年 - ）

### 声の出演
- ビジョナリアム（東京ディズニーランドに存在したアトラクション/ナインアイ）
- ラッコ物語（1987年、関西テレビ） - 声の出演
- ゴジラvsビオランテ（1989年12月16日公開、東宝） - 本人 役（ノンクレジット）[15][129][8][注 14]
- 「オトブミ集〜絆」初年度 朗読（2023年11月1日）

### ゲーム
- 桃太郎伝説シリーズ（ハドソン） - 敵キャラクター「ユキだるま」のモデルとなっている[注 15]。
- ビューティフル塊魂（バンダイナムコゲームス） - ゲームBGM「カラフルハート」を歌っている。

## 書籍

### 著書
- ネコの手も借りたい（1989年、小学館）
- 運命の女（1990年、角川書店）
- 幸せのビブリオン（1990年、小学館）
- 今だけの真実（ほんと）（1991年、ニッポン放送出版）
- 透明な水（1992年、角川書店）
- 由貴的世界感情旅行（1992年、角川書店）
- 双頭の月 運命の女（1993年、角川書店）
- NOISY（1994年、角川書店）
- いつでもわたし流（1998年、読売新聞社）
- 赤ちゃんあいしてる-斉藤由貴の妊娠・出産はじめて日記（2000年、小学館）
- 私の好きなあの人のコト（2000年、新潮社）

### 写真集
- いつもそばにいて…由貴（1985年、講談社）
- 情熱―斉藤由貴写真集（1985年、ワニブックス）
- 風のめざめ 斉藤由貴写真集 漂流姫（1986年、ポニカ出版）
- 斉藤由貴―ORACION（1988年、フジテレビ出版）